# Mahr
Az iszlám kultúrában a mahr (arab írásmóddal: مهر;, további átírásai: mehr, meher vagy mahrieh) azt a pénzösszeget jelöli, melyet az esküvőt (nikah-t) megelőzően a vőlegénynek a menyasszony számára ki kell fizetnie. Bár a mahr általában pénz, lehet bármilyen értékes ajándék is, amibe a menyasszony beleegyezik, úgy mint ékszer, háztartási eszközök, bútorok, vagy akár egy lakás (a vőlegény eleve köteles lakhatást biztosítani a jövendő felesége számára, de adott esetben a lakás a nő tulajdonát képezheti), vagy akár egy gyümölcsöző üzleti vállalkozás, mellyel a nő rendelkezik és amelyet saját belátása szerint vezethet.

## Értelmezése
A mahrt gyakran fordítják hibásan hozománynak (amely a latin jogban donatio propter nuptias néven szerepel) például Korán fordításokban. Ennek oka általában az, hogy a fordító hibásan értelmezi a „hozomány” szót. Az „ajándék” egy másik lehetséges elfordítás. A mahr minden muszlim szokások szerint megkötött házassághoz elengedhetetlenül szükséges, tehát nem ajándék.
A mahr tehát gyakran szerepel hozományként, de ez félrevezető. Az iszlám nem ismeri a hozomány fogalmát. A hozomány (dos dotis a latinban) nem azonos jelentésű szó, hiszen azt a pénzt vagy birtokot jelöli, amelyet a női fél hoz a házasságba, és általában a menyasszony családja fizeti ki. Az iszlám házasságokban efféle hozzájárulások a feleség részéről csak akkor fogadhatóak el, ha a mahr már kifizetésre került.
Amennyiben a házassági szerződés nem határoz meg pontos mahrt, a vőlegénynek akkor is kötelessége egy bizonyos összeg fizetése, melyet általában a menyasszonnyal azonos társadalmi státuszú nők által kapott mahr határoz meg. A mahr szükségességét több helyen említi a Korán és a Hadith és bár maximális limit nincs az összeget illetően, a minimum egy olyan mennyiség, amellyel a leendő feleség képes lenne fenntartani magát a férj halála vagy válás esetén.
A mahr több részletben történő kifizetésére is van lehetőség, amennyiben a házasság előtt erre kölcsönös megegyezés születik. Ebben az esetben a vőlegény az összeg egy részét a szerződés aláírásakor fizeti ki, (ezt arabul mu'qadamm-nak (مقدم,) nevezik), a másik felét pedig egy előre meghatározott időpontban (ennek a neve mu'akhaar (arabul: مؤخر, szó szerinti fordítása: késleltetett). Fontos megjegyezni, hogy a vőlegény egy ilyen típusú egyezmény megkötése mellett is kötelezett a teljes összeg kifizetésére.

## Utalások más iszlám szövegekben
Az Iszlám Enciklopédia a mahr-t tárgyaló bekezdésében ezt írja: „A Bukhari hagyományán alapulva, a mahr elengedhetetlen a házasság jogi érvényességéhez. A mahr nélkül kötött házasságok automatikusan érvényüket vesztik.
A Hadith (Mohammed tanításai) szerint a mahr az az összeg melyet házasságkor (nikah) a vőlegény kifizet a menyasszonynak. Ennek egy része később is átadható, a felek megegyezése szerint. A mahrt a feleség kedve szerint elköltheti. Lehet készpénz, ékszer vagy bármilyen más értékes tárgy.

## Modern említések
2003-ban publikált cikkében Rubya Mehdi a mahr kultúráját elemzi a muszlim közösségekben.
A mahr egyfajta biztosítás a feleség számára a férj halála vagy a férj által kezdeményezett válás esetére.

## Fordítás
Ez a szócikk részben vagy egészben  a   Mahr című angol Wikipédia-szócikk ezen változatának fordításán alapul.  Az eredeti cikk szerkesztőit annak laptörténete sorolja fel. Ez a jelzés csupán a megfogalmazás eredetét és a szerzői jogokat jelzi, nem szolgál a cikkben szereplő információk forrásmegjelöléseként.